# Lucas Moura
Lucas Rodrigues Moura da Silva (São Paulo, Región metropolitana de São Paulo, Brasil, 13 de agosto de 1992) es un futbolista brasileño que juega como delantero para el São Paulo Futebol Clube del Campeonato Brasileño de Serie A.

## Trayectoria

### Inferiores
Comenzó su carrera en la escuela Marcelinho Carioca, el mismo Lucas llegó a ser llamado Marcelinho por el parecido de su cara con la del exjugador. Seis meses más tarde tuvo un breve paso por el jardín de infantes extinto SERC Santa María en Sao Caetano do Sul, bajo el mando del entrenador Dirceu Gabriel Couto.

### Corinthians
A los diez años, los padres de Lucas aceptaron una propuesta del Corinthians para que el forme parte de los equipos infantiles del Timão.
Durante ese periodo, los padres de Lucas empezaron a preocuparse del rendimiento de su hijo, tanto escolar como futbolístico, debido a que Lucas estudiaba de mañana y entrenaba de tarde, y para llegar a los entrenamientos debía tomar 2 colectivos de ida y la misma cantidad para volver, llegando a su casa a la noche y haciéndolo una rutina tediosa.
Lucas espero por una solución por 3 años, que debido a problemas contractuales, no pudo salir de Corinthians. El padre de Lucas decidió consultar al São Paulo como club de desembarque y al quedar satisfecho con el club, decidió que su hijo tuviera una entrevista con los directivos.

### São Paulo
Lucas llegó a São Paulo a los 13 años de edad, comenzando a entrenar en su nuevo club. Con las inferiores del São Paulo Lucas logró el Campeonato Paulista y la Copa São Paulo de Juniors de 2010. Después de destacarse en las inferiores del São Paulo, logró el interés del técnico Ricardo Gomes que lo subió al primer equipo en el año 2010.

#### Temporada 2010
Debutó profesionalmente en el partido contra el Atlético Paranaense en el Estadio Joaquim Américo Guimarães ingresando durante el partido, bajo el mando del interino del entrenador Milton Cruz quien asumió en ese partido, después de la renuncia del entrenador Ricardo Gomes, ese partido terminó en empate. Su primera vez como titular en el partido contra el Vasco da Gama, en el Estadio Morumbi, esta vez bajo el mando del técnico Sergio Baresi. Lucas empezó a destacarse en la plantilla titular teniendo buenas performances. Su primer gol en primera fue contra el Atlético Mineiro, siendo su cuarto partido como titular, armando una jugada con Fernandão y definiendo la jugada. A partir de ahí, Lucas empezó a tener más chances en el equipo titular y volviéndose uno de sus mejores jugadores.
Lucas empezó a tener relevancia en el fútbol brasileño debido a su desempeño en el campo de juego, esto alerto al presidente de ese momento de Corinthians Andrés Sánchez, que acusó al São Paulo de haberle robado al jugador. Lucas decidió aclarar su situación públicamente.
A partir de que salto a la fama como Marcelinho, todos los medios de Brasil lo conocían por ese nombre, por lo cual Lucas decidió que lo llamaran Lucas, a si formando su propia historia, sin intentos de compararse con nadie. El primer partido como Lucas en su camiseta fue el 16 de septiembre contra el Internacional por el Campeonato Brasileño.
Después de un excelente año como profesional, la FIFA lo declaró entre las mayores revelaciones del año 2010.

#### Temporada 2011
El 17 de febrero de 2011, Lucas firmó la renovación de su contrato con el Sao Paulo hasta el 31 de diciembre de 2015, teniendo una cláusula de rescisión de 180 millones de reales, siendo el jugador más caro, junto a Ronaldinho, de todo el fútbol brasilero.
El día 6 de abril, durante un partido de Copa de Brasil Lucas ve por primera vez la Tarjeta roja como profesional, en un partido contra Santa Cruz, causada por una pelea con el defensor Everton Sena.
En el Campeonato Brasileño de 2011, Lucas se convirtió en el goleador más joven de São Paulo en la competición, anotó 9 goles durante el torneo. Después de una gran temporada 2011, Lucas comienza a ser crítica de la prensa por su individualismo. Lucas llega a fin de año siendo el máximo exponente ofensivo junto al delantero Luis Fabiano, marcando goles importantes, como el único en la victoria sobre Coritiba en la primera semifinal de la Copa de Brasil. En el siguiente partido contra el Atlético Mineiro, Lucas cumple 100 partidos con el Sao Paulo.

#### Temporada 2012
El 27 de octubre de 2012, en un partido contra el Sport Recife, Lucas anota su primera Tripleta, en aquel juego, el Sao Paulo ganaría 4 a 2
El 12 de diciembre de 2012, Lucas juega su último partido con el Sao Paulo, antes de sumarse al París saint Germain. Durante el Partido, Lucas hace un gol y asiste a su compañero Osvaldo que pone el 2 a 0, en la final de la Copa Sudamericana contra Tigre de Argentina. El Sao Paulo se consagra campeón luego que Tigre decidiera no salir a jugar al partido por una supuesta pelea con la policía.

### París Saint-Germain

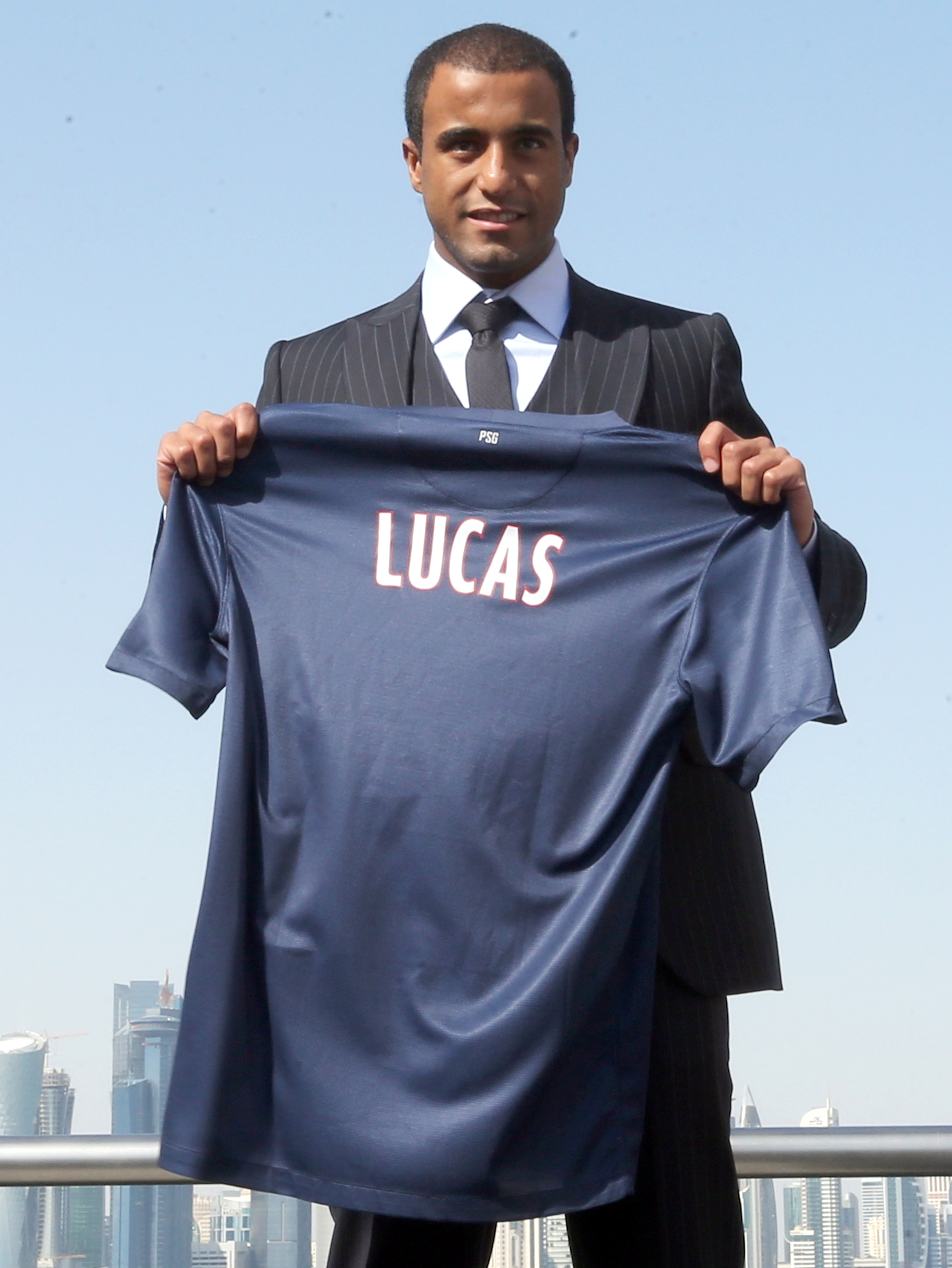
Lucas presentando su camiseta en Doha

El día 8 de agosto de 2012, el Sao Paulo anuncia que el París Saint Germain compra a Lucas en 43 millones de euros (108,34 millones de reales)., Siendo esta la transferencia más cara del fútbol brasilero, superando a la venta de Oscar, que había sido transferido al Chelsea unas semanas antes. Lucas y el club Sao Paulo acordaron que el jugador se incorporaría a la escuadra francesa en enero luego de jugar el Campeonato Brasilero y la Copa Sudamericana. Lucas se presentó oficialmente en el París Saint Germain el 31 de diciembre de 2012. En la conferencia, Lucas menciona a Leonardo y de su importancia en la concreción del pase.

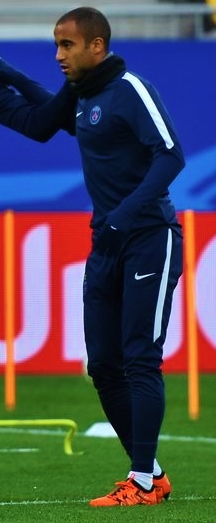
Lucas entrenando previo a un partido con el PSG.

Lucas debuta con la camiseta del PSG el día 2 de enero de 2013, contra el Lekhwiya SC, en Doha, Catar, donde su equipo vencería por 5 a 1. Lucas actuó solamente 45 minutos.

#### Temporada 2012/2013
Lucas debutó oficialmente con la camiseta del PSG el día 11 de enero de 2013, contra el Ajaccio, donde empatarían 0 a 0. Lucas jugó por 84 minutos y cuando fue sustituido, los del París Saint Germain gritaron repetidamente "Lucas", El día 20 de enero, Lucas disputa su segundo partido con el PSG, en este partido, Lucas asiste a Ibrahimović para así convertir el único gol de la victoria ante el Bordeaux por la Ligue 1. El 27 de enero de 2013, Lucas comienza otra vez como titular contra el Lille También el 1 de febrero da 2 asistencias para el triunfo de su equipo 4 a 0. El 11 de febrero, da una asistencia a Javier Pastore, en un partido por la Champions League contra Valencia. Este partido lo ganó su equipo 2 a 1 de visitante por el partido de ida de los octavos de final. Lucas hizo su primer gol en el Le Classique, el 24 de febrero, significando este gol mucho en la hinchada del PSG ante su rival de toda la vida. Pese a que el final del partido, el árbitro dio gol en contra de Nicolas N'Koulou.
El día 12 de mayo, el PSG vence al Lyon y conquista así la Ligue 1 2012/13, siendo el primer título de Lucas con el conjunto Parisino.

#### Temporada 2013/2014
Al haber sido definido en contra su gol en el clásico francés, Lucas marca su primer gol oficial ante el Bordeaux por la Ligue 1, luego de disputar 21 partidos con el equipo de la capital Francesa. Su segundo gol con el PSG fue contra el Stade de Reims, siendo un 3 a 0 fuera de casa, nuevamente en un partido por la Ligue 1. En la victoria de su equipo contra el Lille 3 a 1, Lucas tiene su mejor actuación desde su llegada al París, convirtiendo el primer gol y asitiendo en los otros dos, primero a su compatriota Marquinhos y en el segundo al jugador francés Blaise Matuidi.
Nuevamente Lucas se consagra campeón de la Ligue 1, siendo su cuarto título con los parisinos. El juego en el que se consagraron campeones fue el partido ante el Montpellier, que terminó 4 a 0 a favor del París.

#### Temporada 2014/2015
En la temporada 2014/2015, se confirmó que Lucas usaría el dorsal número 7, su preferido desde que comenzó su carrera. Su primer gol en la temporada fue contra el Bastia, que terminó 2 a 0, el 16 de agosto de 2014.
El día 25 de enero, Lucas consigue la marca de 100 partidos con el PSG, con la victoria de su equipo 1 a 0 contra el Saint-Étienne

### Tottenham

#### Temporada 2017/2018
El 31 de enero de 2018 se anuncia su fichaje por el Tottenham que desembolsó 28.4 millones de euros por sus servicios.[cita requerida]

#### Temporada 2018/2019
El día 8 de mayo de 2019 anotó un triplete frente al Ajax de Ámsterdam que supuso la clasificación a la primera final del club en la UEFA Champions League.

## Selección nacional

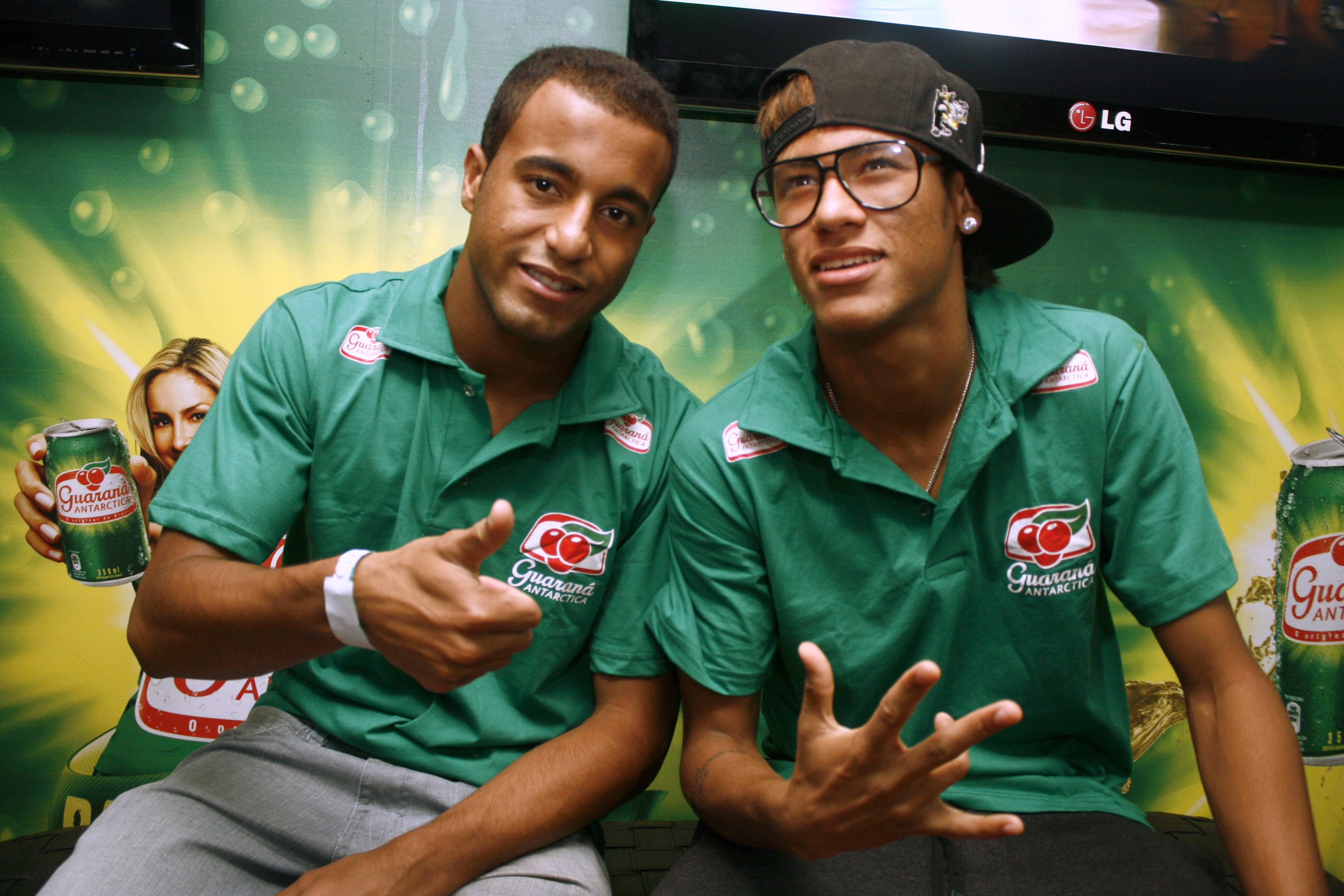
Lucas y Neymar en la selección brasileña

### Seleccionado Sub-20
El 30 de noviembre de 2010, fue convocado por el entrenador Ney Franco para el seleccionado brasileño sub-20, debido a sus destacadas actuaciones en el Sao Paulo. Participó del Campeonato Sudamericano Sub-20 de 2011, que se realizó en Perú, ahí Lucas fue reconocido nacional y continentalmente debido a su gran actuación en la cual Brasil se consagró campeón. Lucas uso la mítica camiseta 10, terminando como segundo máximo goleador de Brasil, detrás de Neymar.

### Seleccionado absoluto
El 27 de marzo de 2011, el jugador fue convocado por primera vez al seleccionado absoluto de Brasil, bajo el comando de Mano Menezes, para un amistoso contra el Seleccionado de Escocia. Lucas comenzó el partido en el banco de suplentes y entró apenasen los 15 minutos finales, pero desequilibrando individualmente con su velocidad. Ese partido terminó 2 a 0 a favor de Brasil. En mayo del mismo año, Lucas fue convocado para 2 amistosos más, uno frente a la selección de los Países Bajos y el otro frente a la Selección de Rumanía. En ambos partidos, Lucas entró a la mitad del segundo tiempo y marcó la diferencia, mediante a su velocidad, y este último amistoso marco el retiro de Ronaldo, una leyenda del fútbol brasileño. El día 7 de junio de 2011, Menezes volvió a convocar a Lucas, esta vez para disputar la Copa América 2011. Lucas fue suplente todo el torneo, pero entró en todos los partidos después del segundo tiempo. Brasil terminó eliminado en cuartos de final ante el Seleccionado de Paraguay en los penales. Luego de la dura derrota en la Copa América, recibió otra convocatoria para jugar un amistoso contra el Seleccionado de Alemania, en el cual Brasil perdió 3 a 2 y Lucas ni siquiera jugó. A finales de agosto, Lucas espero en el banco todo el partido, donde el seleccionado verdeamarelho tuvo un pobre 1 a 0 frente a Ghana.
El 5 de septiembre de 2011, Lucas fue convocado para jugar el Superclásico de las Américas contra la Selección Argentina el día 14 de septiembre, junto a sus compañeros de equipo Casemiro, Rhodlfo y Cicero Santos. Luego de un empate a 0 en el Estadio Mario Alberto Kempes, se jugó el partido de vuelta en el Estadio estatal Jornalista Edgar Augusto Proença, ciudad de Belém, donde Lucas tuvo una destacada actuación y marcó un golazo, que sirvió para el 2 a 0 a favor para Brasil.
En julio de 2012, el jugador formó parte del grupo que eligió Mano Menezes que lograría la Medalla de plata en los Juegos Olímpicos de Londres 2012. A pesar de ser suplente todo el torneo, fue muy ovacionado por el hincha brasileño cuando le tocaba entrar en el partido. Al perder la final del torneo contra la Selección de México, Lucas se tiró en el campo y empezó a llorar, al no lograr el objetivo jamás logrado por su país de conseguir una Medalla de oro en Fútbol.
A pesar de que Lucas tenía un gran pasado con la Selección de Brasil y ser una constante en las convocatorias de Mano Menezes, el sucesor de dicho entrenador, Luiz Felipe Scolari, no lo convocó para la Copa Mundial de Fútbol de 2014.

### Participaciones en Copas Américas
| Copa              | Sede      | Resultado        |
| ----------------- | --------- | ---------------- |
| Copa América 2011 | Argentina | Cuartos de final |

### Participaciones en Juegos Olímpicos
| Torneo                   | Sede    | Resultado  |
| ------------------------ | ------- | ---------- |
| Juegos Olímpicos de 2012 | Londres | Subcampeón |

### Participaciones en Copas FIFA Confederaciones
| Copa                      | Sede   | Resultado |
| ------------------------- | ------ | --------- |
| Copa Confederaciones 2013 | Brasil | Campeón   |

## Estadísticas

### Clubes
Actualizado hasta su último partido disputado el 6 de mayo de 2025.
| Club                               | Div.          | Temporada     | Liga  | Liga  | Liga   | Estatales | Estatales | Estatales | Copas nacionales | Copas nacionales | Copas nacionales | Torneos internacionales | Torneos internacionales | Torneos internacionales | Total | Total | Total  |
| Club                               | Div.          | Temporada     | Part. | Goles | Asist. | Part.     | Goles     | Asist.    | Part.            | Goles            | Asist.           | Part.                   | Goles                   | Asist.                  | Part. | Goles | Asist. |
| ---------------------------------- | ------------- | ------------- | ----- | ----- | ------ | --------- | --------- | --------- | ---------------- | ---------------- | ---------------- | ----------------------- | ----------------------- | ----------------------- | ----- | ----- | ------ |
| São Paulo F. C. · Brasil           | 1.ª           | 2010          | 25    | 4     | 4      | —         | —         | —         | —                | —                | —                | —                       | —                       | —                       | 25    | 4     | 4      |
| São Paulo F. C. · Brasil           | 1.ª           | 2011          | 28    | 9     | 4      | 8         | 3         | 2         | 4                | 0                | 1                | 3                       | 1                       | 1                       | 43    | 13    | 8      |
| São Paulo F. C. · Brasil           | 1.ª           | 2012          | 21    | 6     | 6      | 21        | 6         | 4         | 9                | 2                | 2                | 9                       | 2                       | 3                       | 60    | 16    | 15     |
| París Saint-Germain F. C. Francia  | 1.ª           | 2012-13       | 10    | 0     | 3      | —         | —         | —         | 1                | 0                | 0                | 4                       | 0                       | 1                       | 15    | 0     | 4      |
| París Saint-Germain F. C. Francia  | 1.ª           | 2013-14       | 36    | 5     | 11     | —         | —         | —         | 7                | 0                | 3                | 10                      | 0                       | 1                       | 53    | 5     | 15     |
| París Saint-Germain F. C. Francia  | 1.ª           | 2014-15       | 29    | 7     | 5      | —         | —         | —         | 9                | 1                | 3                | 8                       | 0                       | 1                       | 46    | 8     | 9      |
| París Saint-Germain F. C. Francia  | 1.ª           | 2015-16       | 36    | 9     | 4      | —         | —         | —         | 11               | 2                | 1                | 9                       | 2                       | 1                       | 56    | 13    | 6      |
| París Saint-Germain F. C. Francia  | 1.ª           | 2016-17       | 37    | 12    | 5      | —         | —         | —         | 9                | 6                | 4                | 7                       | 1                       | 1                       | 53    | 19    | 10     |
| París Saint-Germain F. C. Francia  | 1.ª           | 2017-18       | 5     | 1     | 1      | —         | —         | —         | 1                | 0                | 0                | —                       | —                       | —                       | 6     | 1     | 1      |
| París Saint-Germain F. C. Francia  | Total club    | Total club    | 153   | 34    | 29     | 0         | 0         | 0         | 38               | 9                | 11               | 38                      | 3                       | 5                       | 229   | 46    | 45     |
| Tottenham Hotspur F. C. Inglaterra | 1.ª           | 2017-18       | 6     | 0     | 1      | —         | —         | —         | 4                | 1                | 3                | 1                       | 0                       | 0                       | 11    | 1     | 4      |
| Tottenham Hotspur F. C. Inglaterra | 1.ª           | 2018-19       | 32    | 10    | 0      | —         | —         | —         | 5                | 0                | 1                | 12                      | 5                       | 0                       | 49    | 15    | 1      |
| Tottenham Hotspur F. C. Inglaterra | 1.ª           | 2019-20       | 35    | 4     | 4      | —         | —         | —         | 6                | 2                | 0                | 6                       | 1                       | 1                       | 47    | 7     | 5      |
| Tottenham Hotspur F. C. Inglaterra | 1.ª           | 2020-21       | 30    | 3     | 4      | —         | —         | —         | 7                | 1                | 2                | 13                      | 5                       | 2                       | 50    | 9     | 8      |
| Tottenham Hotspur F. C. Inglaterra | 1.ª           | 2021-22       | 34    | 2     | 6      | —         | —         | —         | 6                | 3                | 0                | 5                       | 1                       | 2                       | 45    | 6     | 8      |
| Tottenham Hotspur F. C. Inglaterra | 1.ª           | 2022-23       | 15    | 1     | 0      | —         | —         | —         | 1                | 0                | 0                | 3                       | 0                       | 0                       | 19    | 1     | 0      |
| Tottenham Hotspur F. C. Inglaterra | Total club    | Total club    | 152   | 20    | 15     | 0         | 0         | 0         | 29               | 7                | 6                | 40                      | 12                      | 5                       | 221   | 39    | 26     |
| São Paulo F. C. · Brasil           | 1.ª           | 2023          | 14    | 1     | 0      | —         | —         | —         | 3                | 1                | 0                | 2                       | 1                       | 0                       | 19    | 3     | 0      |
| São Paulo F. C. · Brasil           | 1.ª           | 2024          | 28    | 10    | 6      | 7         | 2         | 4         | 5                | 1                | 0                | 7                       | 1                       | 0                       | 47    | 14    | 10     |
| São Paulo F. C. · Brasil           | 1.ª           | 2025          | 1     | 0     | 0      | 11        | 3         | 1         | —                | —                | —                | 1                       | 0                       | 0                       | 13    | 3     | 1      |
| São Paulo F. C. · Brasil           | Total club    | Total club    | 117   | 30    | 20     | 47        | 14        | 11        | 21               | 4                | 3                | 22                      | 5                       | 4                       | 207   | 53    | 38     |
| Total carrera                      | Total carrera | Total carrera | 422   | 84    | 64     | 47        | 14        | 11        | 88               | 20               | 20               | 100                     | 20                      | 14                      | 657   | 138   | 109    |
| 1. 2. 3. 4.                        |               |               |       |       |        |           |           |           |                  |                  |                  |                         |                         |                         |       |       |        |

### Selecciones nacionales
Actualizado de acuerdo al último partido jugado el 11 de septiembre de 2024.
| Selección         | Año               | Amistosos | Amistosos | Amistosos | Eliminatorias | Eliminatorias | Eliminatorias | Continental | Continental | Continental | Mundial | Mundial | Mundial | Total | Total | Total  |
| Selección         | Año               | Part.     | Goles     | Asist.    | Part.         | Goles         | Asist.        | Part.       | Goles       | Asist.      | Part.   | Goles   | Asist.  | Part. | Goles | Asist. |
| ----------------- | ----------------- | --------- | --------- | --------- | ------------- | ------------- | ------------- | ----------- | ----------- | ----------- | ------- | ------- | ------- | ----- | ----- | ------ |
| Sub-20 · Brasil   | 2011              | —         | —         | —         | —             | —             | —             | 9           | 4           | 0           | —       | —       | —       | 9     | 4     | 0      |
| Sub-20 · Brasil   | Total             | 0         | 0         | 0         | 0             | 0             | 0             | 9           | 4           | 0           | 0       | 0       | 0       | 9     | 4     | 0      |
| Sub-23 · Brasil   | 2012              | —         | —         | —         | —             | —             | —             | —           | —           | —           | 4       | 0       | 0       | 4     | 0     | 0      |
| Sub-23 · Brasil   | Total             | 0         | 0         | 0         | 0             | 0             | 0             | 0           | 0           | 0           | 4       | 0       | 0       | 4     | 0     | 0      |
| Absoluta · Brasil | 2011              | 6         | 1         | 0         | —             | —             | —             | 4           | 0           | 0           | —       | —       | —       | 10    | 1     | 0      |
| Absoluta · Brasil | 2012              | 12        | 2         | 2         | —             | —             | —             | —           | —           | —           | —       | —       | —       | 12    | 2     | 2      |
| Absoluta · Brasil | 2013              | 7         | 1         | 2         | —             | —             | —             | —           | —           | —           | 2       | 0       | 0       | 9     | 1     | 2      |
| Absoluta · Brasil | 2015              | 2         | 0         | 2         | —             | —             | —             | —           | —           | —           | —       | —       | —       | 2     | 0     | 2      |
| Absoluta · Brasil | 2016              | —         | —         | —         | —             | —             | —             | 1           | 0           | 0           | —       | —       | —       | 1     | 0     | 0      |
| Absoluta · Brasil | 2018              | 1         | 0         | 0         | —             | —             | —             | —           | —           | —           | —       | —       | —       | 1     | 0     | 0      |
| Absoluta · Brasil | 2024              | —         | —         | —         | 2             | 0             | 0             | —           | —           | —           | —       | —       | —       | 2     | 0     | 0      |
| Absoluta · Brasil | Total             | 28        | 4         | 6         | 2             | 0             | 0             | 5           | 0           | 0           | 2       | 0       | 0       | 37    | 4     | 6      |
| Total selecciones | Total selecciones | 28        | 4         | 6         | 2             | 0             | 0             | 14          | 4           | 0           | 6       | 0       | 0       | 50    | 8     | 6      |
| 1. 2. 3.          |                   |           |           |           |               |               |               |             |             |             |         |         |         |       |       |        |

### Resumen estadístico
| Torneo                  | Part. | Goles | Asist. |
| ----------------------- | ----- | ----- | ------ |
| Liga                    | 422   | 84    | 64     |
| Torneos estatales       | 47    | 14    | 11     |
| Copas nacionales        | 88    | 20    | 20     |
| Torneos internacionales | 100   | 20    | 14     |
| Selección de Brasil     | 37    | 4     | 6      |
| Total                   | 694   | 142   | 115    |

## Palmarés

### Campeonatos nacionales
| Título               | Equipo              | País    | Año  |
| -------------------- | ------------------- | ------- | ---- |
| Ligue 1              | París Saint-Germain | Francia | 2013 |
| Supercopa de Francia | París Saint-Germain | Francia | 2013 |
| Copa de la Liga      | París Saint-Germain | Francia | 2014 |
| Ligue 1              | París Saint-Germain | Francia | 2014 |
| Supercopa de Francia | París Saint-Germain | Francia | 2014 |
| Copa de la Liga      | París Saint-Germain | Francia | 2015 |
| Ligue 1              | París Saint-Germain | Francia | 2015 |
| Copa de Francia      | París Saint-Germain | Francia | 2015 |
| Supercopa de Francia | París Saint-Germain | Francia | 2015 |
| Ligue 1              | París Saint-Germain | Francia | 2016 |
| Copa de la Liga      | París Saint-Germain | Francia | 2016 |
| Copa de Francia      | París Saint-Germain | Francia | 2016 |
| Supercopa de Francia | París Saint-Germain | Francia | 2016 |
| Copa de la Liga      | París Saint-Germain | Francia | 2017 |
| Copa de Francia      | París Saint-Germain | Francia | 2017 |
| Supercopa de Francia | París Saint-Germain | Francia | 2017 |
| Copa de Brasil       | São Paulo F. C.     | Brasil  | 2023 |
| Supercopa de Brasil  | São Paulo F. C.     | Brasil  | 2024 |

### Campeonatos internacionales
| Título               | Equipo                     | Sede      | Año  |
| -------------------- | -------------------------- | --------- | ---- |
| Sudamericano Sub-20  | Selección de Brasil sub-20 | Perú      | 2011 |
| Juegos Olímpicos     | Selección de Brasil sub-23 | Londres   | 2012 |
| Copa Sudamericana    | São Paulo F. C.            | São Paulo | 2012 |
| Copa Confederaciones | Selección de Brasil        | Brasil    | 2013 |

### Distinciones individuales
- Balón de Oro en la Copa del Atlántico sub-19 de 2010
- Revelación del Brasileirao 2010
- Revelación del Campeonato Paulista 2011
- Mejor Mediapunta del Campeonato Paulista 2011 (otorgado por Mesa Redonda)
- Mejor Mediapunta del Campeonato Paulista 2011 (otorgado por Diario de Sao Paulo)
- Mejor Mediapunta del Campeonato Sudamericano Sub-20 de 2011
- Mejor jugador de la final del Campeonato Sudamericano Sub-20 de 2011
- Mejor Mediapunta del Campeonato Paulista 2012 (entregado por FPF)
- Premio Ginga Revelacón
- Mejor Mediapunta del Brasileirao 2012 (Premio Crack del Brasileirao)
- Bota de Plata al Mejor atacante del Brasileirao 2012
- Parte del 11 ideal de la Copa Sudamericana 2012
- Mejor Jugador de la Copa Sudamericana 2012
- Mejor Jugador de la Final de la Copa Sudamericana 2012
- 3 º Mejor Jugador de América según el diario El País en 2012
- Parte del 11 ideal de la Ligue 1 2013/14 según diario L'Équipe